# Comunidade Tolstoiniana Whiteway
Em 1898, um grupo de jovens socialistas comprou 16 hectares em Cotswold (Gloucestershire - Inglaterra) com o propósito era construir uma comunidade inspirada pelas ideias de Leon Tolstói, livre de coerção e injustiça, onde todos compartilhariam trabalho, amor e companheirismo.
Em 2003, algumas tradições da Comunidade ainda eram preservadas:
- havia uma reunião mensal, que decide sobre a manutenção das instalações comunitárias: como as vias internas, o salão comunitário, os campos de jogos e a piscina;
- existia uma eleição anual para a escolha do presidente, do secretário e do tesoureiro[1] [2].